# Загорново (Раменский район)
Загорново — село в Раменском муниципальном районе Московской области. Входит в состав сельского поселения Сафоновское. Население — 932 чел. (2010).

## География

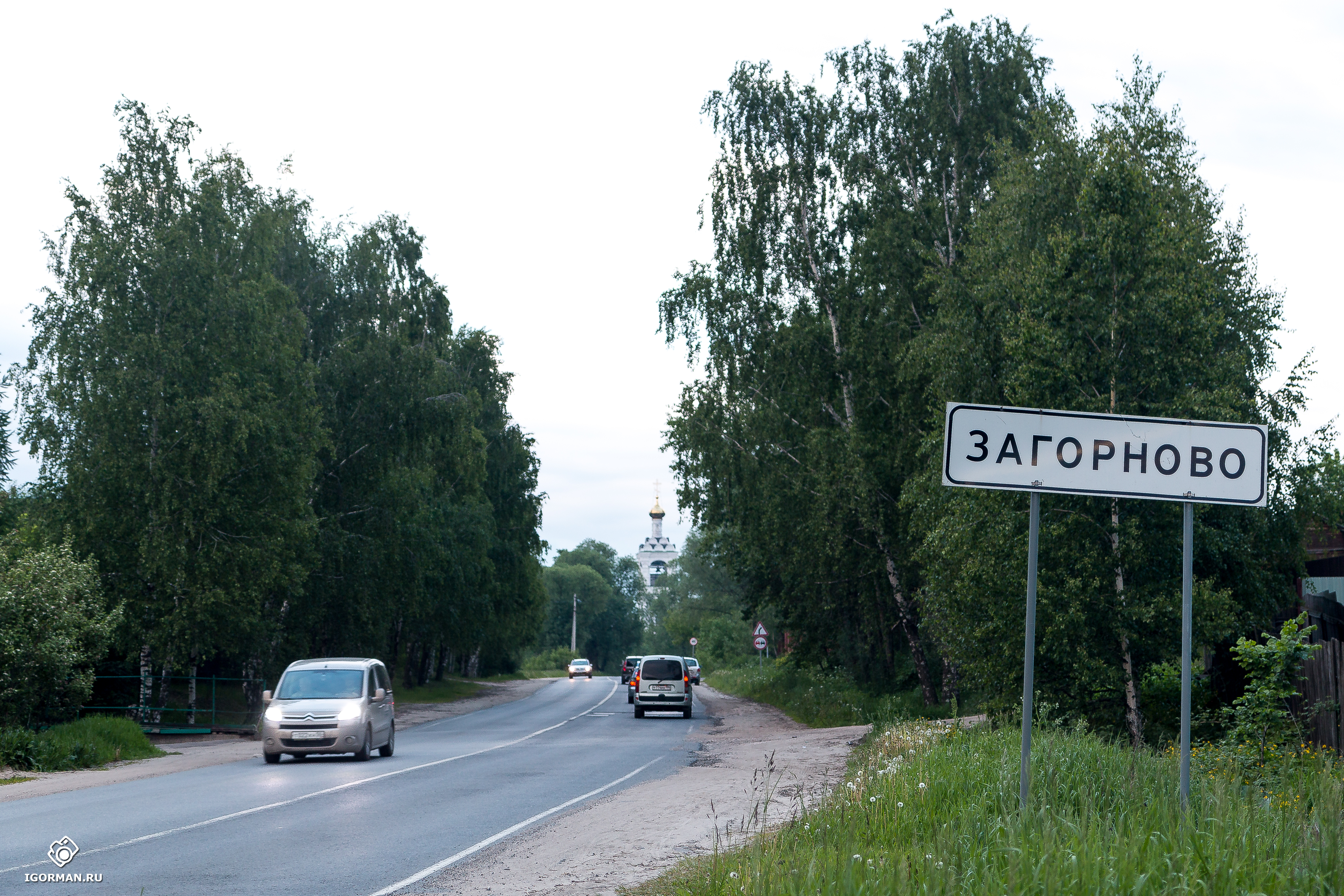
Въезд в село Загорново со стороны деревни Литвиново

Село Загорново расположено в восточной части Раменского района, примерно в 4 км к юго-востоку от города Раменское. Высота над уровнем моря 123 м. Рядом с селом протекает река Дорка. 

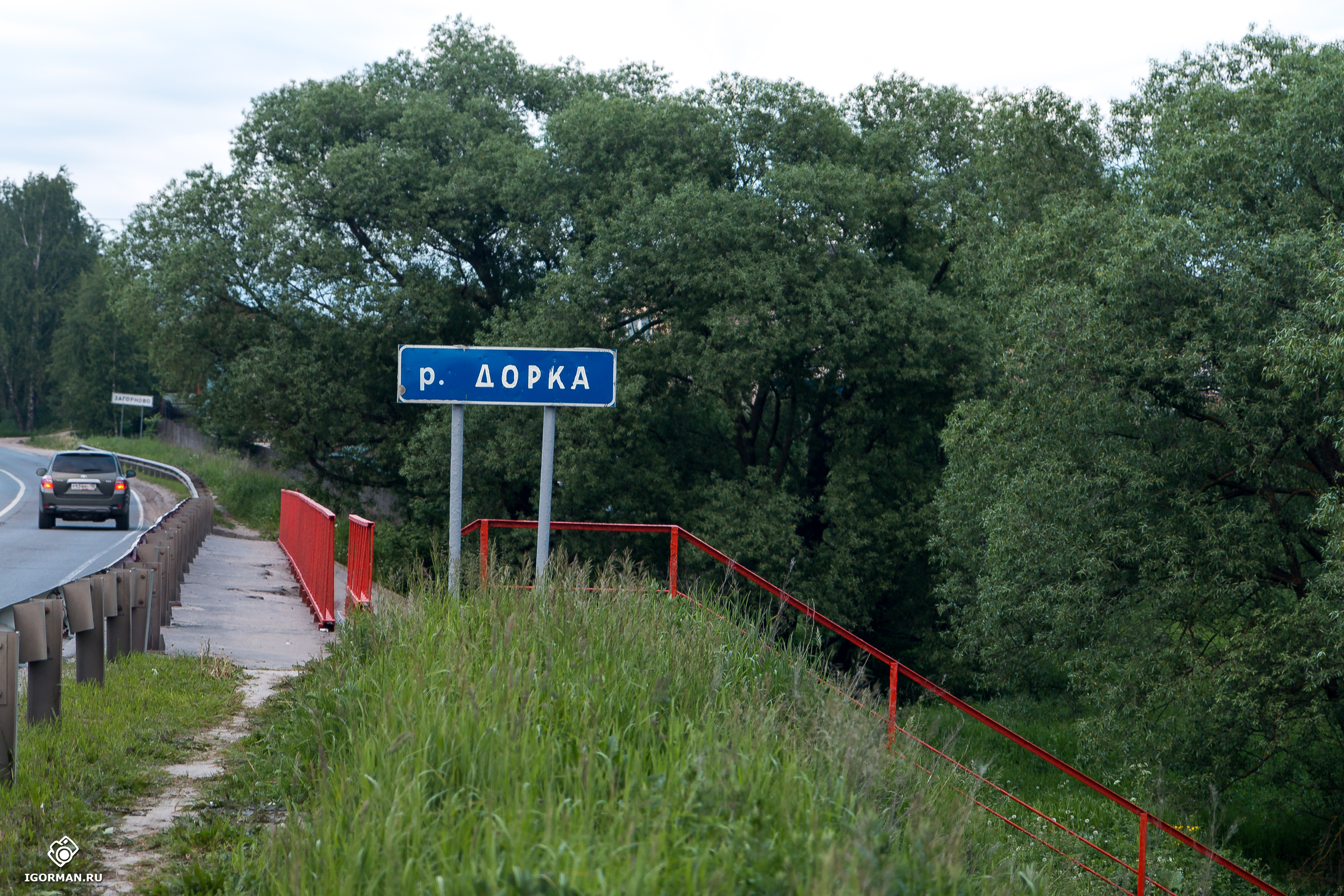
Река Дорка - протекает между с. Загорново и д. Литвиново

В селе 11 улиц — Железнодорожная, Кленовая, Луговая, Молодёжная, Новая, Октябрьская, Полевая, Рябиновая, Советская, Центральная, Школьная; приписано 6 СНТ, 3 территории и ДНТ Ясное. 
Ближайший населённый пункт — деревня Литвиново.

## История

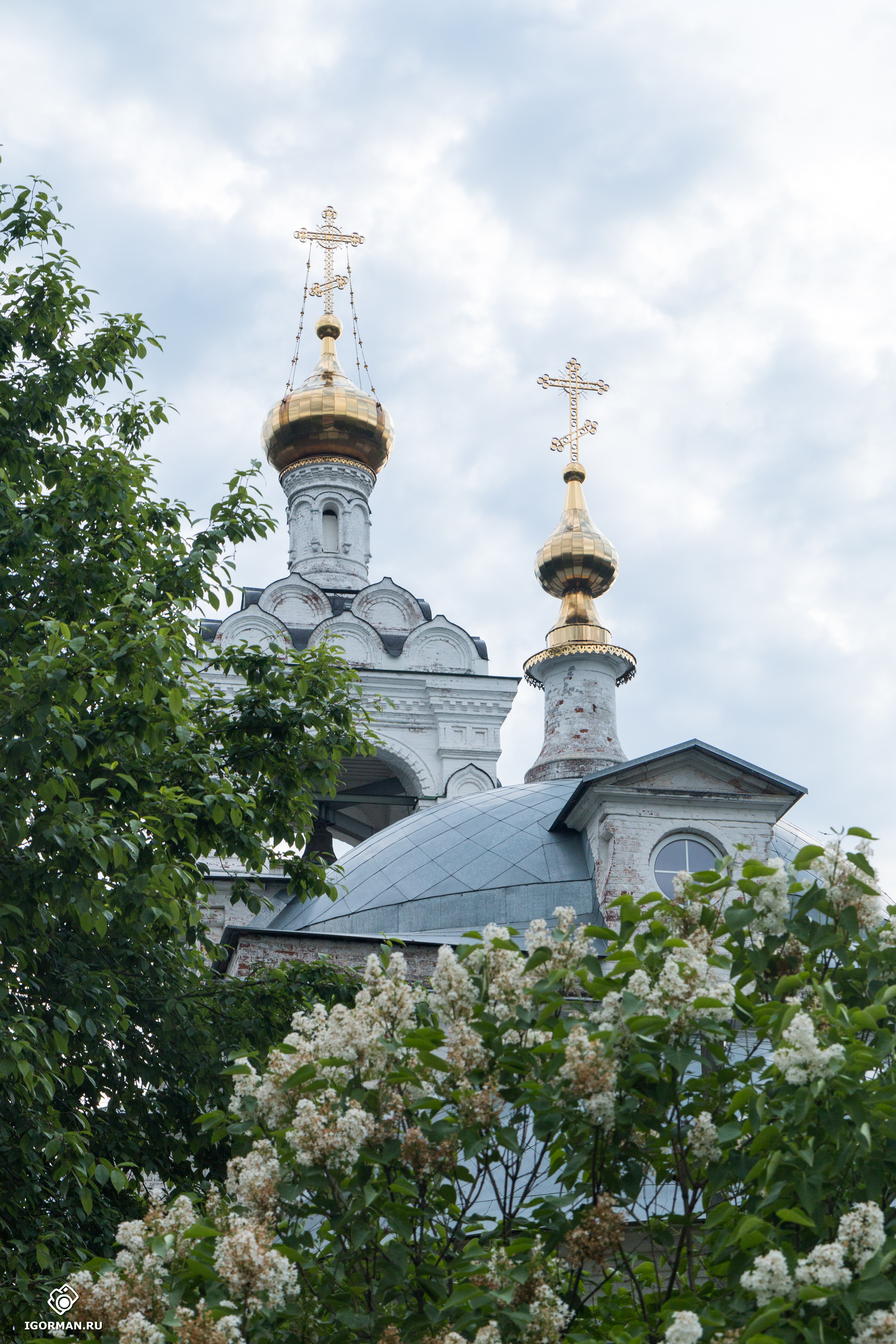
Храм Михаила Архангела (с.Загорново)

В XVI веке село Загорново – это погост Архангельский на реке Дорке в дворцовой Раменской волости (погост «что в Дорках»). На погосте издревле стоял деревянный храм Михаила Архангела. В начале XVII века погост и храм были разорены во время польской интервенции. Церковная земля отдавалась в оброк. В 1642 году была построена новая деревянная церковь. В 1794 году вместо старого храма соорудили новый деревянный храм, который сгорел в 1804 году.
В 1805 году князь Павел Михайлович Волконский построил каменный храм. В 1870 году к нему пристроили приделы: в честь Иерусалимской иконы Божией Матери и во имя святителя Николая. В 1904 году на средства старосты Благова вместо старой низкой колокольни возвели новую. 12 декабря 1904 году новопостроенную колокольню и обновлённый храм торжественно освятили. Храм этот ныне действующий и носит название Храм Михаила Архангела в селе Загорново Архивная копия от 30 марта 2022 на Wayback Machine.

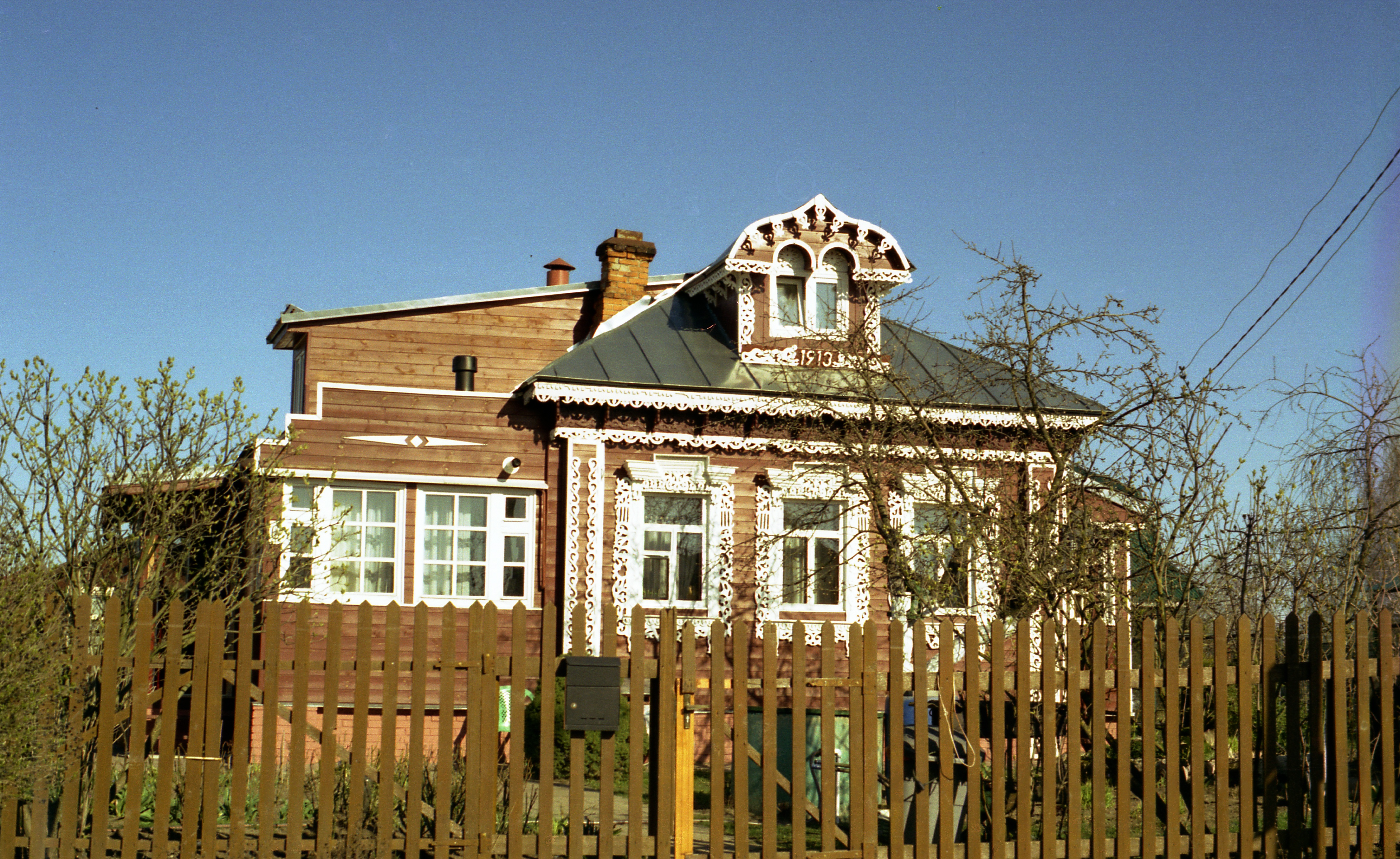
Изба 1913 года в селе Загорново

В 1926 году село Загорново являлось центром Загорновского сельсовета Загорновской волости Бронницкого уезда Московской губернии.
С 1929 года село Загорново — населённый пункт в составе Раменского района Московского округа Московской области.
До муниципальной реформы 2006 года село входило в состав Сафоновского сельского округа Раменского района.

## Население
| 1926 | 2002 | 2010 |
| ---- | ---- | ---- |
| 810  | ↗857 | ↗932 |

В 1926 году в деревне проживало 810 человек (346 мужчин, 464 женщины), насчитывалось 169 хозяйств, из которых 164 было крестьянских. По переписи 2002 года — 857 человек (417 мужчин, 440 женщин).